# Faházi János

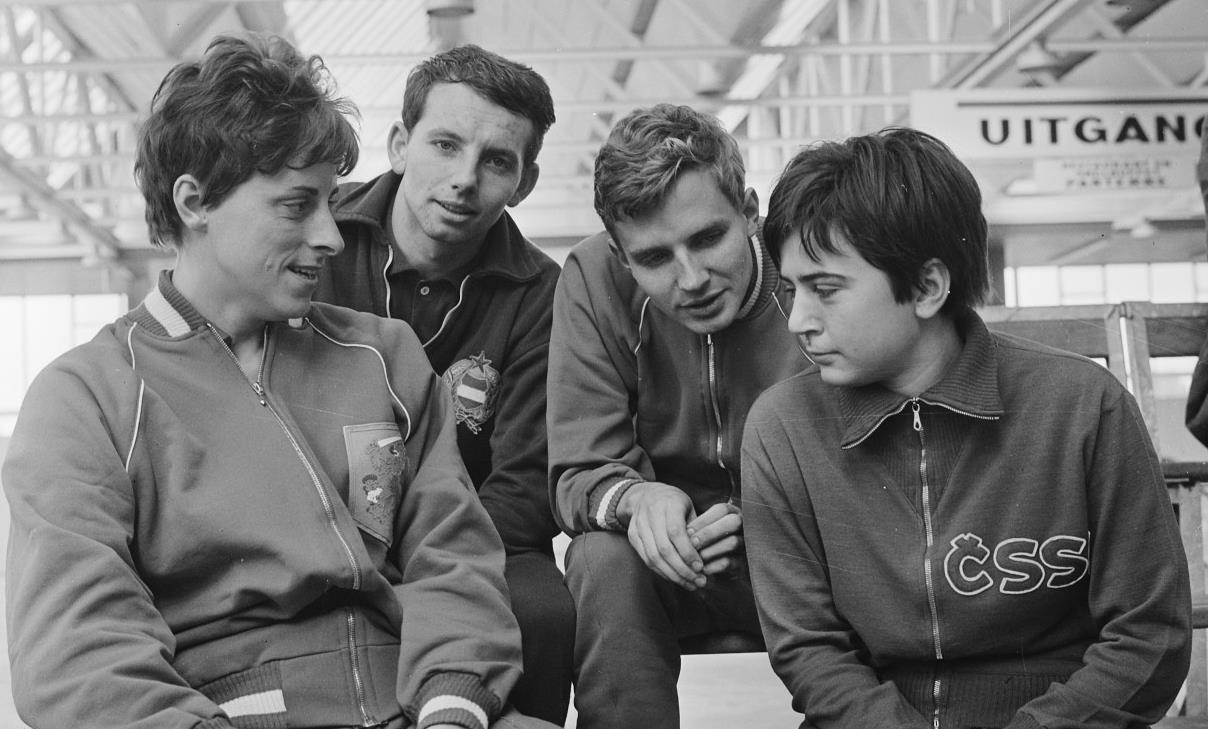
Faházi János balról a második, asztaliteniszezők között, 1964. október 16., Hollandia

Faházi János (Budapest, 1942. április 23. –) magyar asztaliteniszező.
Tizenhárom évesen az Alumínium SC játékosaként kezdte az asztaliteniszezést. 1959-ben a legjobb magyar ifjúsági játékosként részt vehetett a felnőtt Tízek-bajnokságon. 1960-tól, már a Betonút sportegyesület játékosaként tagja lett a magyar válogatottnak. A világ- és Európa-bajnokságokon összesen három érmet nyert, jelentős eredményeit párosban érte el. 1962-től a Budapesti Vörös Meteor játékosa lett. 1966-ig volt válogatott, de az asztaliteniszezést a Csepel SC, a Postás és a Ganz-Mávag színeiben ezután is folytatta. 1980-ban a Testnevelési Főiskola Továbbképző Intézetében edzői oklevelet szerzett és pályafutását olasz Molina Bianchi Vigevano, és az egykori NSZK ban az ESTING játékosaként folytatta. Az asztaliteniszezéssel hazatérése után sem hagyott fel, 2007 elején egy a magyar harmadik osztályban szereplő jászberényi egyesület  játékosa.
Különleges gömb-, és ritmusérzékének köszönhetően a világ talán leglátványosabb játékát játszotta.

## Sporteredményei
- világbajnoki 3. helyezett:
  - 1963, Prága: vegyes páros (Kóczián Éva)
- kétszeres Európa-bajnoki 3. helyezett:
  - 1964, Malmö:
    - férfi páros (Pigniczki László)
    - vegyes páros (Heirits Erzsébet)
- Európa-bajnoki 5. helyezett:
  - 1964, Malmö: csapat (Berczik Zoltán, Papp József, Pigniczki László, Rózsás Péter)
- ifjúsági Európa-bajnoki 3. helyezett:
  - 1959, Konstanca: férfi páros (Jancsó József)
- háromszoros magyar bajnok:
  - férfi páros: 1963
  - vegyes páros: 1963, 1964
- Tízek-bajnok: (1965)